# Barão de Juparanã (Valença)

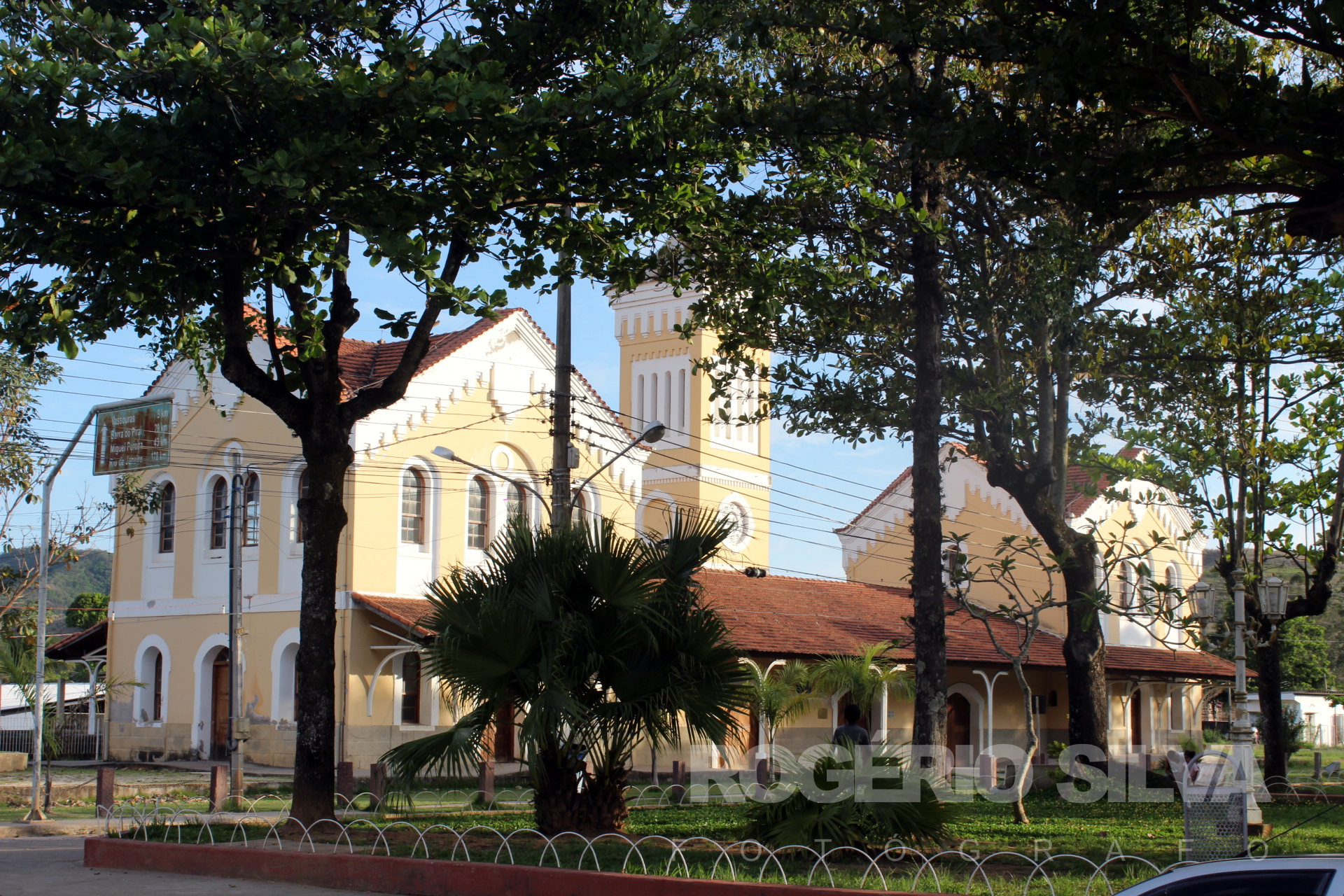
Estação de Barão de Juparanã, conhecida na época como Desengano

Barão de Juparanã é um distrito de Valença, no estado do Rio de Janeiro.
Possui área de 66,43 km², população de 4.700 moradores, segundo o Censo 2010 do IBGE e está a 24 km de distância da sede municipal, 9 km de Vassouras e 128 km do Rio de Janeiro.
O termo "Juparanã" é de origem indígena e quer dizer, onde bebem os Aranã (Jop: beber + Aranã), em língua Aranã, errôneamente se pensava ter origem no tupi guarani, "Rio Grande". Esta homenagem foi feita ao Barão de Juparanã, que veio a ser o maior benfeitor do local. Filho do Marquês de Baependi, eram proprietários de várias fazendas nas margens valencianas do Rio Paraíba do Sul. A principal, onde a família viveu os áureos tempos do café, foi a Santa Mônica onde faleceu o Duque de Caxias e que hoje sedia atividades de extensão da Faculdade de Medicina Veterinária de Valença.
Próximo ao centro do distrito encontra-se outra construção histórica. É o solar da antiga fazenda Monte Scylene que chegou a pertencer a Princesa Isabel. Por volta de 1886, a princesa e seu marido o conde D'Eu criaram nesta propriedade um internato de menores conhecido pelos alunos, funcionarios e moradores como "patronaltas", que funcionou até pouco tempo. Adquirida pelo Estado a propriedade está sendo adaptada para transformar-se na primeira clínica pública de recuperação de dependentes químicos do interior do Estado.
A Igreja de Nossa Senhora do Patrocínio foi recentemente restaurada pela própria comunidade.
Entre os eventos, a Festa de São Jorge, no final do mês de abril, é famosa pela procissão a cavalo que atrai centenas de cavaleiros. No distrito, há a Estação Ferroviária de Barão de Juparanã, uma estação de trem inaugurada em 1865 e que faz parte da Linha do Centro da antiga Estrada de Ferro Central do Brasil. Atualmente, o prédio da estação abriga em sua parte interna os escritórios e salas da Prefeitura de Valença para atendimento aos visitantes do local. Na parte externa, estão suas plataformas recentemente restauradas, tal como todo o prédio da estação, por onde circulam os trens de cargas da MRS Logística, estando há anos desativadas para embarque de passageiros. 
O distrito também possui a primeira ponte rodoferroviária do Brasil sob o Rio Paraíba do Sul, a Ponte do Desengano, marcando o limite entre Valença e Vassouras.